# スーパー・ドゥーパー・スモズ
スーパー・ドゥーパー・スモズ（英語:Super Duper Sumos）はDICエンターテインメントとシーラムによってアニメ化され、カナダとアメリカ合衆国で放映されたテレビアニメ。考案者はケビン・オードネル。

## 背景
ブーマ（Booma）、キモ（Kimo）、マムー（Mamoo）の3人の力士が尻を使って犯罪組織バッド・インク（Bad Inc）と戦う物語である。
2002年から2003年にかけてカナダのYTVアメリカ合衆国のニコロデオンで放送された。また、2011年9月27日から2012年9月30日までThis TVにて再放送された。
このアニメを元にしたゲームボーイアドバンス用ゲームが2003年10月26日にミッドウェイゲームズによって発売されている。
アニメ放送期間中にADVフィルムはこのシリーズのDVDをリリースした。その後、2010年7月27日にミル・クリーク・エンターテインメントが10話分をセレクトしたSuper Duper Sumos: They've Got Guts!リージョン1のDVDをリリースした。

## 各話リスト

### シーズン1
| 話数 | 英語タイトル                    |
| ---- | ------------------------------- |
| 1    | "Binky Did a Bad Bad Thing"     |
| 2    | "The Seven Sumorai"             |
| 3    | "Basho Crasho Sumos"            |
| 4    | "The Incredible Shrinking Butt" |
| 5    | "Dance of the Sugar Plum Sumos" |
| 6    | "Eviction Conviction"           |
| 7    | "Beach Blanket Sumos"           |
| 8    | "Handle with Care"              |
| 9    | "Rest Area 51"                  |
| 10   | "Car Yak'd"                     |
| 11   | "Yak Derby"                     |
| 12   | "Sumos on Ice"                  |
| 13   | "Back to School"                |

### シーズン2
| 話数 | 英語タイトル                |
| ---- | --------------------------- |
| 14   | "Phat to the Phuture"       |
| 15   | "Honour Thy Phather"        |
| 16   | "Sumos on a Hot Tin Roof"   |
| 17   | "No Lie Pie"                |
| 18   | "Pinch Me I'm Steaming"     |
| 19   | "To Serve and Neglect"      |
| 20   | "Santa's a Big Fat Sumo"    |
| 21   | "The Girth of Cool"         |
| 22   | "A Clock Work Sumo"         |
| 23   | "I'm Too Sexy for my Butt"  |
| 24   | "Miniature Golf Madness"    |
| 25   | "Shemo the Fourth Sumoteer" |
| 26   | "That was Zen This is Tao"  |

## キャスト
- ブーマ - マット・ヒル
- キモ - ベン・ハー
- マムー - カス・マンクマ
- ウィズドム・サン - リチャード・ニューマン
- プリマ - チャンタル・ストランド（英語版）
- ミス・ミスター - デボラ・デミル
- ジンギス・ファングス/ビリー・スイフト - マイケル・ドブソン（英語版）
- ドクター・スティンガー - ペーター・ケラミス（英語版）・ブルース・ジョーンズ（英語版）